# Fry's Desert Golf Classic
De Fry's Desert Golf Classic was een eenmalig golftoernooi van de Legends Tour. Het toernooi vond plaats op de Ventana Canyon Golf Course in Tucson, Arizona. Het werd gespeeld in teams met twee golfsters. De wedstrijd werd gespeeld in een strokeplay-formule met één speelronde.

## Winnaressen
| Jaar | Winnaressen               | Score | Score | Info  |
| ---- | ------------------------- | ----- | ----- | ----- |
| 2013 | Betsy King & Jane Crafter | 64    | –8    | [ 1 ] |